# Soul Asylum
Soul Asylum — американская рок-группа, образовавшаяся в Миннеаполисе, штат Миннесотта, в 1983 году.

## История
Группа Soul Asylum родилась из панк-рок-группы Loud Fast Rules, которую создал барабанщик и вокалист Дэйв Пирнер в 1981 году. Помимо него в группу входили Дэн Мёрфи (гитара) и Карл Мюллер (бас). После явления нового барабанщика Пэта Морли Пирнер переключился на гитару и группа начала осваивать просторы родного Миннеаполиса. В 1984 году Морли покинул группу, а с приходом нового барабанщика Гранта Янга команда заполучила контракт с лейблом Twin/Tone Records и выпустила свой первый ЕР Say What You Will, Clarence… Karl Sold the Truck.
Примерно в 1986 году группа приобрела коммерческую направленность, и получила приглашение от мажорного A&M Records, но лейблу не понравился записанный группой материал, и контракт был расторгнут, что поставило команду на грань распада. Спасло группу предложение от не менее солидной Columbia Records, на лейбле которой группа выпустила свой эпохальный альбом Grave Dancers Union, композиция с которого «Runaway Train» получила музыкальный клип, посвящённый пропавшим детям.
Группа получила «Грэмми», а альбом получил статус трижды платинового. Бо́льшую часть денежных сборов музыканты отправили на благотворительность. Позже, группа сменила барабанщика, на Стерлинга Кэмпбэлла из Duran Duran.
В дальнейшем группа не сумела повторить успех, а в 2005-м при записи альбома The Silver Lining от рака умер басист Карл Мюллер, и о дальнейшем развитии группы сказать нечего. Но в 2010 году на сайте группы появилась информация, что группа работает над новым диском.
17 июня 2012 года Soul Asylum презентуют свою новую пластинку Delayed Reaction, первую за 6 лет.

## Состав
- Дэйв Пирнер — вокал (1981-настоящее время), ударные (1981—1983), ритм-гитара (1983-настоящее время)
- Джереми Тапперо — бас-гитара, бэк-вокал (2020-настоящее время)
- Райан Смит — соло-гитара, бэк-вокал (2016-настоящее время)
- Майкл Блэнд — ударные, бэк-вокал (2005-настоящее время)

### Бывшие участники
- Дэн Мёрфи — соло-гитара, бэк-вокал (1981—2012)
- Карл Мюллер — бас-гитара (1981—2005; умер в 2005)
- Пэт Морли — ударные (1983—1984)
- Грант Янг — ударные (1984—1994)
- Стерлинг Кэмпбелл — ударные (1992, сессионный участник; 1994—1998)
- Джоуи Хаффман — клавишные (1993—1997, сессионный; 2003—2006, сессионный участник)
- Ян Муссингтон — ударные (1998—2005)
- Томми Стинсон — бас-гитара (2005—2012)
- Джастин Шарбоно — соло-гитара, бэк-вокал (2012—2016)
- Иэн Принс — ударные (2019)
- Уинстон Ройе — бас-гитара, бэк-вокал (2012—2020)

## Дискография
- Say What You Will, Clarence… Karl Sold the Truck (1984) (Twin/Tone)
- Made to Be Broken (1986) (Twin/Tone)
- While You Were Out (1986) (Twin/Tone)
- Hang Time (1988) (A&M)
- And the Horse They Rode In On (1990) (A&M)
- Grave Dancers Union (1992) [2x Platinum] (Columbia)
- Let Your Dim Light Shine (1995) [Platinum] (Columbia)
- Candy from a Stranger (1998) (Columbia)
- The Silver Lining (2006) (Legacy)
- Delayed Reaction (2012) (429 Records)
- Change of Fortune (2016) (Entertainment One)
- Hurry Up and Wait (2020) (Blue Élan Records[англ.])
- Slowly but Shirley (2024) (Blue Élan Records)